# 熊谷市绑架杀人案
熊谷市绑架杀人案是指2003年（平成15年）8月18日在埼玉县熊谷市发生的前黑社会成员绑架谋杀并造成2人死亡2人重伤的刑事案件。

## 案件概要
2003年8月18日，前黑社会稻川会成员尾形英紀（下称O）因听到自己的婚外情对象少女A抱怨“自己好像被铃木秀明（前男友，下称B）强奸了”，在盛怒之下到B的公寓用菜刀将其杀害，行凶时与B共处一室的女性C、及之后来访的女性D、D的女性室友E亦被绑架，并采取绞杀、刺死等方式灭口。最终导致B与D死亡、C与E重伤。本案中，C、D、E三人与O均是第一次见面。。
被捕后O以杀人罪·杀人未遂罪起诉， 2007年（平成19年）7月18日一审判处死刑，2010年（平成22年）7月28日于东京看守所内执行完毕。

## 案发过程
- 鈴木秀明（B，时年28岁）
- 山崎恵美香（C，时年25岁）
- 菅藤藍（D，时年21岁）
- 田村由香（E，时年19岁）

2003年6月下旬，居住在大里郡寄居町的无业少女A（时年16岁）开始与本庄市某餐饮店的店员B（时年28岁）交往，双方很快确立了情侣关系，少女A也搬到B租住的公寓202房里同居。然而，B偶然发现少女A有滥用药物的情况，两人关系急转直下，经常因琐事争吵不休。
另外，少女A在同年7月10日认识了在熊谷市广濑的前黑社会成员O（时年26岁）并发生关系。O利用少女A对自己的好感，甚至考虑让少女A从事性交易活动。
少女A独自出外时，B均会多次来电询问，令少女A对其更加厌烦，亦经常对O抱怨。7月底，少女A接到B的约会邀请，O与其一同赴约，少女A对B纠缠不休的行为表示“烦死了”并将公寓的钥匙还给B，O也以黑社会的口吻恐吓B“她（少女A）是我的女人！你别动手动脚的”，惊惧不安的B很快离开了。
但少女A因与家人不睦再度离家出走，并又再寄住在B的公寓。
8月18日上午，O开车与少女A及另一名无业少年R一同到熊谷市筑波1丁目的家庭餐厅聚餐并饮用了啤酒和日式烧酒（实际上是伏特加），席间，少女A抱怨说“好像被B强奸了”。O当即勃然大怒，威胁称“那家伙，真是小看我了，已经警告过他居然还敢出手，这就是对我的挑衅，我们现在过去把那个混蛋干掉吧”。少女A也说“对啊，干掉他吧，动手动手”。少年R则附和“对别人的女人出手，真是不可饶恕，那种人只能干掉他了”。
三人离开家庭餐厅后，O本想在爱好者商店内购买十字弩行凶，但发现店铺未营业。又对旁边两人说“虽然家里有手枪但是（用来行凶的话）动静太大了”，遂到自家经营的游戏喫茶店内取出一把菜刀。并再次向少女A说“真的要干掉他了，没问题吧”，少年R则回答“不行的话现在回去也可以”。
O把轿车停到案发公寓附近的停车场后，三人一同来到202房，但未找到B。少女A表示B有可能在205房的女士C家中，又再到205房寻找，发现B与C正在房间内聊天。少女A见其衣衫不整，认为B跟C发生关系，并称其“恶心”“无法原谅，果然还是杀掉他吧”。O喝令B与C到202房，迫于压力，B、C回到B的房间。。
在房间内，O命令B坐在地上，质问其“为什么对我的女人出手”，B多次否认称“不知道，没做过”，O又痛殴B，并掏出藏在腹部的菜刀威胁。B十分惧怕，连说“对不起，对不起”，但仍未承认强奸少女A的指责。O大发雷霆叫喊“不要小看黑社会了！”，将B一脚踢翻在地，用菜刀刺向B的背部、腹部及膝盖位置，最后用棉被把激烈挣扎的B压住，用力踩踏其颈部致其当场死亡。
下午1点20分左右，B所在的餐饮店经理来电叮嘱准时上班，但手机一直无人接听。遂委托与B居住在同一栋公寓的女性D来打听情况，当D带着手机来到B的房间时，O胁迫C打发D离开，然而D察觉到C神色慌张，为免凶案败露，O于是把D强行拖拽到房间内。。
C与D被绑架到房间的同时，少女A将房间内的财物搜刮一空。期间D曾请求O让自己上厕所，但O称“就在这里解决！”，D被迫在房间的地板上便溺。O之后又嘲笑称“这家伙在众目睽睽之下撒尿了”“真脏啊”。
O为了伪造D失踪的假象，命令少年R到D的房间取回手机，这一行为被D的朋友E发现了，O于是也把E绑架到B的房间并指着B的遗体说“看吧”，又说“被发现也没办法了，只能（把你们）都干掉了”。下午1点40分，O把现场伪装成受害者失踪的假象后，挟持C、D、E三人上车（C、E坐在车辆后排，D则被绑在了后备箱里），并与少女A、少年R驱车驶往秩父市方向。
在车上，O曾对其中一名受害者说“B对我的女人出手了…我才刚刚出狱…”“杀两个人也好杀三个人也好，都是一样的”。
车辆行驶到秩父市黑谷的美之山公园停车场时，O威胁E下车并用刀恐吓称“敢呼救的话就干掉你”，强行将E带到女厕所后对E进行殴打、掐颈，又用菜刀刺向E的背部（但并未刺中），E此时倒在厕所的地板上不省人事，O认为E已然死亡，遂返回车辆扬长而去。
当O返回停车场打算离开时，少女A对O说“听到后面发出短信提示音”，O于是打开后备箱检查，当时正值酷暑，在后备箱内的D已是大汗淋漓，D向O求饶称“全部都是我的错，请你放过我吧，还有B（被干掉）的事也是我不对，原谅我！“。然而O只是呵斥“啰嗦！烦死了！” ，在O残酷的殴打下，D遍体鳞伤，甚至牙齿也被打断。
此时O说“这家伙太麻烦了，先把她杀了吧”，于是把轿车停到美之山公园的观光公路旁，把D从后备箱中拽出，用毛巾勒晕后又用菜刀在右背部连刺三刀将其杀害。
把D的遗体从道路旁的悬崖抛下后，O又对C恐吓“用刀杀死、推下悬崖摔死、毛巾勒死，你想用哪种方法？”“把你的手脚绑住，口鼻填满胶水再扔到下水道里面，如果这样你都能活着看到明天的太阳，那你就跑吧”。随后O驾车来到熊谷市某个地处偏僻的建筑拆除公司厂区的小屋内，将C两手捆绑，对其进行性侵，及后往C的口腔和鼻子灌注无毒胶水意图令其窒息死亡但未果，O又再次用毛巾将C绞杀，并拿出已经弯曲的菜刀捅伤C的胸口。C顿时鲜血淋漓。O见C已奄奄一息，便将其抛弃在工场内离开。
当天下午4点45分左右，路人发现倒在美之山公园内的E并马上报警。E当即送到秩父郡皆野町的医院内接受治疗。在面对来访的秩父警察署警员时E称“在绿色高地箱田（グリーンハイツ箱田）公寓内有人被杀了，快去救人”。
下午6点25分，熊谷警察署派出警察到B的公寓调查，在房间的棉被中找到了殒命多时的B。
晚上8点50分，一名前来还车的男性在厂区内发现了倒在血泊中已近危殆的C，经紧急输血抢救后脱离生命危险。
8月19日早上6点05分左右，一名遛狗的男性在距离发现E现场约两公里的地方发现了D的遗体。

## 案件曝光
在医院治疗的C虽已恢复意识，但仍无法用语言沟通，警方只能通过C在字母表上逐个指出的文字拼凑出案件的全貌。
与此同时，本案经媒体向大众披露，行凶者手段之残忍令社会哗然。
经法医对尸体的解剖鉴定，B因被菜刀刺伤失血过多死亡，D则死于窒息。
8月21日，熊谷警察署与秩父警察署一同成立的联合调查组对O发出逮捕令，大量新闻媒体蜂拥而至。在逮捕现场，O对手持防暴钢叉的警员表示“我不会跑的”，又将香烟喷到警察的脸上，该画面也通过电视转播到日本各地。
8月22日，少年R在律师及家人的陪同下到警署自首。次日（23日），少女A用盗窃得来的钱在游乐中心娱乐时，被闻讯赶到的警察控制。至此本案所有嫌疑人均已归案。
经过警方调查，被告人O供述“因为B挖走了自己的女朋友（少女A）让我出丑，所以把B干掉了”“我以为他们（指C、D、E）都死了，没想到C和E都活下来……为了灭口，我本来计划在医院再次作案”。

## 审判
被告人O在初审中声称“一开始没打算干掉B”，辩护律师也表示“我方当事人有天拿水吸食史，导致产生幻觉，案发过程中影响了我方当事人的判断与行动”，并申请对被告人O进行精神鉴定。在第一份鉴定报告中，得出“O在杀害B的过程中，判断力显著下降”这一结论。然而公诉人对此鉴定报告不服，提出再次进行精神鉴定的请求。最终，法院采用了第二份鉴定报告中“不认为饮酒及天拿水吸食史对O的杀人行为产生了影响”的结论。
2007年3月9日，辩护律师在本案的最终辩论中表示“O在杀害B时处于精神衰弱的状态，O尚属年轻，希望能给他一个改过自身的机会”，再次请求法院不要判处死刑。
4月26日，埼玉县地方法院一审宣判被告人O死刑。
在判决书中指出，被告人O“在同一天内犯下谋杀4人的严重罪行，犯案手段极其残忍，用非人道的手段对受害人施虐致死，犯罪后果极其严重”“竟然抱着‘为了保住面子不惜杀人灭口’这种黑社会思维，行为鲁莽，不存在酌定量刑情节”。根据“被告人O在犯罪过程中有擦拭指纹等行为，意图毁灭证据。及在案发后对犯罪过程、犯罪结果等内容有清晰的认识和记忆”，认定被告人O拥有完全刑事责任能力。否定了辩护律师“无法判断善恶及失去自我控制能力，存在精神衰弱情况”的主张。
虽然辩护律师随后提出了上诉，但O于7月18日撤回了上诉申请，一审死刑定谳。据辩护律师转述O在判决后的道歉声明，当中提到“本人接受死刑判决，虽然判决中的事实认定有错误，但是在二审中也没有改正的必要了。对三名无辜女性犯下的罪行我感觉十分抱歉，如果没有发生这种事的话就好了”。
少女A因协同杀人·协同杀人未遂罪名移交埼玉县家庭裁判所。然而，埼玉县家庭裁判所以“少女A作为本案的肇事者，高度参与整个犯罪过程。受害者家属也强烈请求对其处罚”为由，再次将其移交到埼玉县地方法院提起诉讼。庭审中，少女A否认了大多数对她的指控，包括在家庭餐厅中对B“强奸自己”的发言、教唆他人行凶等。在检察官对其询问案情时，她仍未意识到本案的严重性。认为“B是罪有应得，因为他侵犯我了”“我不会对他有任何怜悯之情”。
在审判少女A的过程中，C的家属曾收到一封由辩护律师代笔的道歉信，但家属称该信内容“毫无诚意”。
2004年11月18日，埼玉县地方法院作出宣判，判决少女A执行5-10年的不定期刑。
少年R案发后被移送埼玉县家庭裁判所熊谷支部，在接受调查时坚称“虽然我在案发现场，可是我什么都没干”“我只是帮忙监视那三个人（指受害者）”。
少年R最终判处在中等少年院接受长期收容管教。

## 死刑执行

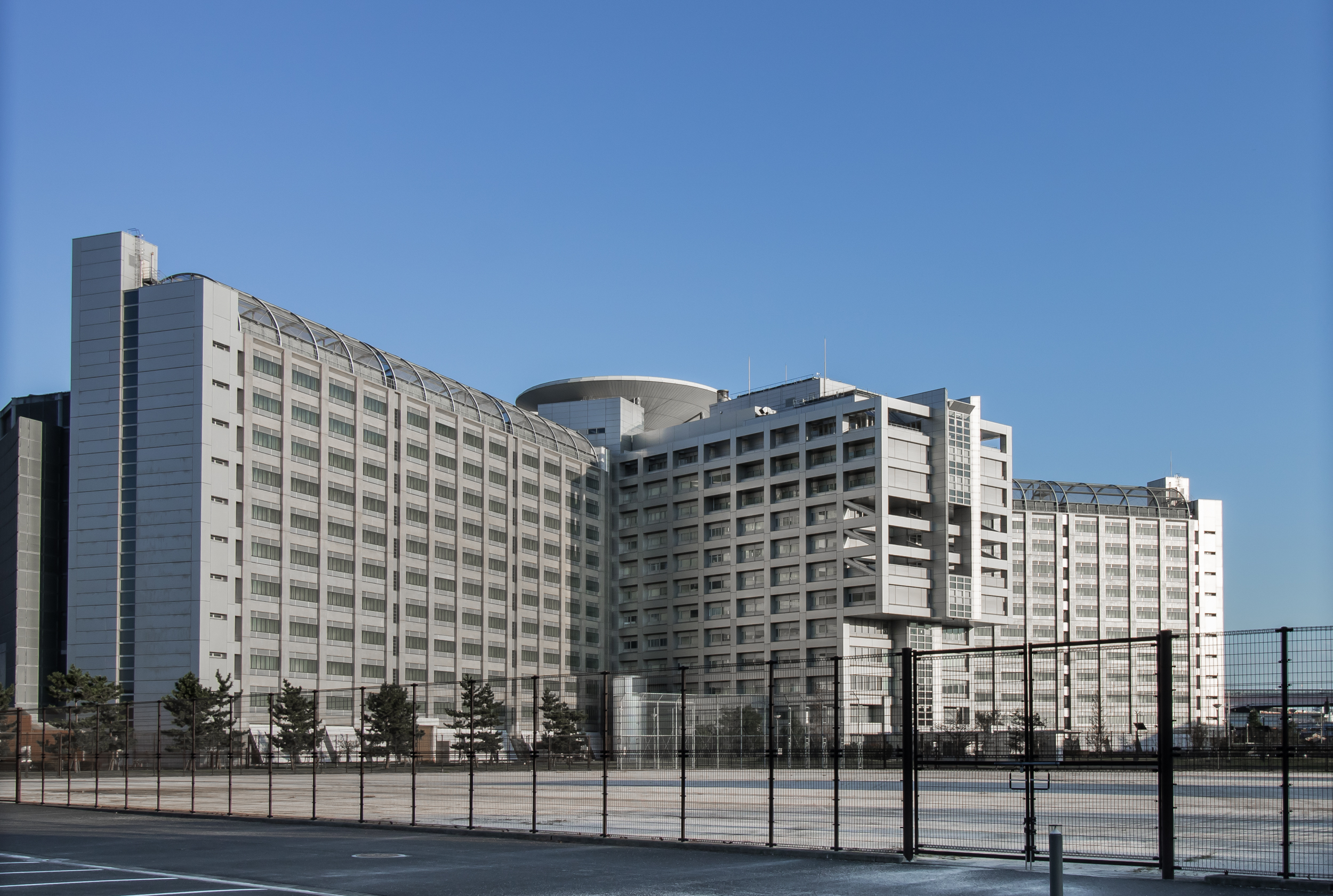
执行死刑的东京拘置所

2010年7月28日，在时任法务大臣千叶景子见证下，O在东京拘置所内被执行死刑，此时距离死刑判决已逾3年。本案是2009年9月日本民主党执政以来首次执行死刑，也是首次有法务大臣见证下执行的死刑。
千叶景子随后表示，她希望成立一个新的研究小组来推动关于死刑的讨论，包括是否应该在日本废除死刑。
根据2008年某废死团体对全体死刑犯人发出调查问卷中的记录，O曾在问卷中写下了“那几个对我判决死刑的公诉人和法官还有日本的法务大臣，应该亲手执行我的死刑，我认为这是他们的责任”。

## 关于犯人的情况

### 被告人O
- 在小学时代是天资聪颖的运动能手。中学时代曾担任学校网球部的主将。然而在中学二年级开始吸食天拿水，又与黑社会成员交往密切，甚至用蝴蝶刀刺伤同学的左胸及背部。之后又与朋友用金属棒球棍抢劫伤人，被送至中等少年院接受管教。出院后不久又再次因伤人、敲诈勒索罪送往中等少年院[1]。

- 第二次从中等少年院离开后，加入了当地的黑社会组织[1]。
- 1998年（平成10年）2月23日，以人身伤害罪·暴行罪·敲诈勒索未遂罪·违反道路交通法数罪并罚，判处O有期徒刑1年6个月，缓刑5年并附带感化令[1]。
- 同年6月，O结婚并育有一女。期间短暂脱离黑社会[1]。
- 2001年（平成13年）4月18日，因人身伤害罪判处O有期徒刑6个月，取消上述判决的缓刑期并即时执行[1]。
- 2002年（平成14年）10月刑满释放。在出狱后再度与黑社会成员来往。从2003年（平成15年）开始O以黑社会干部保证人的身份经营一家游戏喫茶店。

### 少女A
- 1986年出生在一个富裕的重组家庭，家中共有父母、大姐，二姐，三哥与自己共6人。虽然衣食无虞，但父亲经常无缘无故对家人施暴，一听见父亲轿车回来的声音，全家人都开始处于精神极度紧张的状态，少女A就是在这个无法被称作一个正常的环境中成长[3]。

- 1991年，母亲无法忍受父亲长期的谩骂与殴打，决心提出离婚[3]。
- 虽然父亲从未对少女A动手，但幼年时见到姐姐被家暴的情节在少女A心中留下了不可磨灭的伤痕[3]。
- 离婚后母亲带着4名孩子共同生活，虽然期间因经济原因三哥与少女A短暂寄住在父亲处，但不久后又再回到母亲家中[3]。
- 失去父爱的少女A极度渴望母亲能找到新伴侣填补自己内心，但母亲因独力支撑全家开支，只能日夜工作，与少女A的沟通更趋缺乏。少女A因家庭原因频繁转校，在小学6年级开始逃课、染发、夜不归宿。小学毕业后，少女A曾鼓起勇气独自到父亲的工作单位，希望能得到父亲的关心，但父亲见到她却置若罔闻，甚至对她说“你不要再来了”。在升入初中前的暑假，少女A开始频繁离家出走。盗窃、暴力犯罪令少女A成为少管所的常客。 母亲在本案后表示，“我没有尽母亲的义务[16]”“她（少女A）可能是一直想寻找一个可靠的父亲般的角色来满足”“对O、B的感情说不定也是一种恋父情结”[3]。

### 少年R
- 小学五年级时，双亲离婚并跟随母亲生活，但不久后母亲因病离世，在表亲的帮助下独自租住在熊谷市内某公寓，靠着每天2000日元的生活费过活[16]。

- 经常旷课，即使校长或班主任来叫他上学也只是在校长室或学校医务室消磨时间[16]。
- 与少女A于2003年3月在同一间中学毕业[11]。但在校内并不认识，两人是在校外搭讪才成为朋友，并且通过少女A介绍认识了被告人O。而本案发生前少年R从未见过受害者B[12]。